# Grand Prix van Tsjechoslowakije
De Grand Prix van Tsjechoslowakije was een autorace op het Tsjechoslowaakse Masaryk Circuit. De race maakte van 1930 tot 1949 deel uit van de grand-prixseizoenen.

## Winnaars van de grand prix
- Hier worden alleen de races aangegeven die plaatsvonden tijdens de grand-prixseizoenen.

| Jaar        | Coureur              | Constructeur       | Locatie            | Verslag            |
| ----------- | -------------------- | ------------------ | ------------------ | ------------------ |
| 1949        | Peter Whitehead      | Ferrari            | Brno               | Verslag            |
| 1938 - 1948 | Race niet gehouden   | Race niet gehouden | Race niet gehouden | Race niet gehouden |
| 1937        | Rudolf Caracciola    | Mercedes-Benz      | Brno               | Verslag            |
| 1936        | Race niet gehouden   | Race niet gehouden | Race niet gehouden | Race niet gehouden |
| 1935        | Bernd Rosemeyer      | Auto-Union         | Brno               | Verslag            |
| 1934        | Hans Stuck           | Auto-Union         | Brno               | Verslag            |
| 1933        | Louis Chiron         | Bugatti            | Brno               | Verslag            |
| 1932        | Louis Chiron         | Bugatti            | Brno               | Verslag            |
| 1931        | Louis Chiron         | Bugatti            | Brno               | Verslag            |
| 1930        | Hermann zu Leiningen | Bugatti            | Brno               | Verslag            |